# キッカイくん
『キッカイくん』は、永井豪による日本の漫画。
『週刊少年マガジン』（講談社）において、1969年6号から1970年46号まで連載された。全85話。

## 概要
主人公・摩訶キッカイが父である摩訶キュウクツや真臣墓世の発明した機械や薬などで学校（もしくは摩訶一家）を混乱させるというドタバタギャグが概ね一話完結のスタイルで描かれた作品である。当時の永井豪は、まだデビュー間もなく、週刊少年ジャンプに『ハレンチ学園』を連載している時期であり、本作もイタズラ好きの少年の日常に若干のお色気要素を加えたものになっている。
しかしながら、終盤は、父・キュウクツが旅に出ている間にキッカイとピンチーの本当の父親が現れたり、金が無くなった摩訶一家が共食いを始めてみたり（これはウソでした、ということで取り消されるが）、冷奴は自分の銅像の型取りをしようとして死んでしまうといった暗い出来事が増える。そして、何故か摩訶一家が宇宙旅行から地球に帰ってくると地球は滅亡していたりと救いのない内容になっている。

## 主な登場人物
摩訶キッカイ（まかキッカイ）
本作の主人公。真臣墓世やキュウクツの発明品で学校を混乱させる。
真臣墓世（ましんはかせ）
キッカイくんの家に居候している家庭教師。妙な発明品を次々と開発する。
摩訶フユカイ（まかフユカイ）
キッカイの祖父。機械嫌い。本人の意思を無視して危険な研究の実験台にされる等、しゃれにならない虐待を受ける場面が多い。後にスターシステムで短編「赤いチャンチャンコ」に登場したときも悲惨な運命をたどる。
摩訶キュウクツ（まかキュウクツ）
キッカイの父。能天気な科学者で妙な発明品を次々と開発する。
摩訶フシギ（まかフシギ）
キッカイの母。後の永井作品で多い美女タイプの母親ではなく、子供のように小柄で、常に前髪で目が隠れている。実はキュークツとは偽装結婚で子供たち3人の父親は別におり、しかも全員父親が違う（異父姉弟）。
摩訶チンキ（まかチンキ）
キッカイの弟。
摩訶ピンチー（まかピンチー）
キッカイの姉。ちょっと色っぽい。アルバイトでスパイをしている。
炎天下冷奴（えんてんかひややっこ）
キッカイの学校の先生。
ユカちゃん
キッカイのクラスメイト。
ドクター・ポチ
キュウクツのライバル科学者。
アルフォンヌ・ルイ・シュタインベック三世（アルフォンヌ・ルイ・シュタインベックさんせい）
ドクター・ポチの助手。何故か態度がでかく、フルネームで呼ばないと反応しない。偽札製造がばれた摩訶一家と日本政府が全面戦争に突入したときは、誰よりも摩訶一家に詳しい人間としてポチとともに売り込み、名前が立派というだけの理由で政府軍総司令官に迎えられた。ポチは名前が簡単なので門前払いされた。

## 書籍情報
講談社コミックス（KC）
- キッカイくん（1）（1970年8月10日）
- キッカイくん（2）（1970年8月10日）
- キッカイくん（3）（1970年12月10日）
- キッカイくん（4）（1970年12月10日）
- キッカイくん（5）（1970年12月10日）

朝日ソノラマ サンコミックス
- キッカイくん（1）（1973年10月3日）
- キッカイくん（2）（1973年10月3日）
- キッカイくん（3）（1973年10月16日）
- キッカイくん（4）（1973年10月16日）
- キッカイくん（5）（1973年11月5日）
- キッカイくん（6）（1973年11月5日）

朝日ソノラマ サンワイドコミックス
- キッカイくん（1）（1987年6月20日、ISBN 4-257-96127-9）
- キッカイくん（2）（1987年7月20日、ISBN 4-257-96130-9）
- キッカイくん（3）（1987年8月20日、ISBN 4-257-96132-5）

竹書房文庫
- キッカイくん（1）（1995年12月13日、ISBN 4-812-40051-1）
- キッカイくん（2）（1995年12月13日、ISBN 4-812-40052-X）
- キッカイくん（3）（1995年12月13日、ISBN 4-812-40053-8）
- キッカイくん（4）（1995年12月13日、ISBN 4-812-40054-6）

大陸書房「永井豪漫画大全集１」（1987年12月10日、ISBN 4-803-31200-1）（一部収録）
日刊スポーツ出版社「永井豪撰集」第2撰集（2008年1月20日、ISBN 978-4-8172-0256-7）（一部収録）
ゴマブックス「永井豪WORLD EROTICギャグ編」（2008年11月4日、ISBN 978-4777111350）（一部収録）